# Acanthopteroctetes tripunctata
Acanthopteroctetes tripunctata är en fjärilsart som beskrevs av Braun 1921. Acanthopteroctetes tripunctata ingår i släktet Acanthopteroctetes och familjen Acanthopteroctetidae. Inga underarter finns listade i Catalogue of Life.